# Anatole caelestis
Anatole caelestis är en fjärilsart som beskrevs av Johannes Karl Max Röber 1927. Anatole caelestis ingår i släktet Anatole och familjen Riodinidae. Inga underarter finns listade i Catalogue of Life.